# Richemont, Moselle
Richemont (tyska: Reichersberg) är en kommun i departementet Moselle i regionen Grand Est (tidigare regionen Lorraine) i nordöstra Frankrike. Kommunen ligger i kantonen Fameck som tillhör arrondissementet Thionville-Ouest. År 2022 hade Richemont 2 145 invånare.

## Befolkningsutveckling
Antalet invånare i kommunen Richemont
| Referens: INSEE |